# Prinsesstårta
Prinsesstårta ("torta principessa") è un tipo di torta svedese, costituita da fette di pan di Spagna farcite con crema alla vaniglia. La fetta superiore di pan di Spagna è sovrastata da uno strato di panna montata, e la torta è coperta esternamente da uno strato di marzapane verde, solitamente guarnito con zucchero a velo e decorazioni di marzapane o cioccolato (tipicamente una rosa di marzapane). La torta ha solitamente uno strato di confettura di lamponi nella farcitura più in basso, che non è parte della ricetta originale ma di una variante nota come operatårta.

## Storia
La ricetta originale venne pubblicata nell'edizione del 1948 del libro di ricette Prinsessornas kokbok ("libro di ricette delle principesse"), che chiama il dolce Grön Tårta (torta verde). L'autrice Jenny Åkerström era insegnante di economia domestica ed ebbe tra le sue allieve le principesse Margherita, Märtha e Astrid, le cui figure erano usate per promuovere il libro. Il dolce divenne poi noto come prinsesstårta a seguito di un aneddoto secondo il quale la torta era particolarmente apprezzata dalle tre principesse.
Dal 2004 in Svezia la terza settimana di settembre ricorre quella che è nota come Prinsesstårtans vecka (settimana della prinsesstårta), istituita da Sveriges bagare & konditorer (associazione dei panettieri e pasticcieri svedesi) per sostenere una raccolta fondi per la ricerca contro le malattie infantili.

## Varianti
Una variante del dolce che usa marzapane di colore giallo è nota come prinstårta ("torta principe") o a volte Carl Gustaf-tårta ("torta Carl Gustaf"), mentre una variante con marzapane rosso o rosa è nota come operatårta.
Il groda ("rana") è un dolce che ha l'aspetto di una piccola prinsesstårta, con decorazioni che ricordano la testa di una rana.